# Klein Lontzig
Klein Lontzig war ein kleiner Ort in der ostpreußischen Gemeinde Jellinowen (1938 bis 1945 Gellen (Ostpr.)). Seine Ortsstelle liegt in der polnischen Landgemeinde Dźwierzuty (deutsch Mensguth) im Powiat Szczycieński (Kreis Ortelsburg) in der Woiwodschaft Ermland-Masuren.

## Geographische Lage
Die Ortsstelle von Klein Lontzig befindet sich am westlichen Ufer des Babant-Flusses, etwa 20 Kilometer nordöstlich der Kreisstadt Szczytno (deutsch Ortelsburg).

## Geschichte
Klein Lontzig bestand im Wesentlichen aus einem kleinen Gehöft, das nach 1630 entstand und dem Petrus Gusovius, Pfarrer  an der Kirche Aweyden (polnisch Nawiady), erbverschrieben wurde. Damals hieß der Ort Abbau Brudreck. Aus ihm bildete sich am 10. Juni 1822 das Gut Klein Lontzig, worüber sich im Amtsblatt der königlichen preußischen Regierung zu Königsberg die Mitteilung fand:
„Neues Etablissement Klein Lontzig I. Abth.
Daß dem im Ortelsburgischen Landräthlichen Kreise und Amtsbezirke, in den Grenzen des Dorfs Jellinowen, dicht an dem von letzterm nach dem Dorfe Ganthen führenden Wege und am rechten Ufer des Babant-Flusses belegenen, aus einer Feldmark und einem Wohnhause nebst einer Scheune bestehenden, und dem Köllmer Friedrich Brudreck in Ganthen, Sensburgischen Kreises, zugehörigen neu angelegten Etablissement mit Genehmigung der unterzeichneten Königl. Regierung der Name Klein Lontzig (polnisch Maly Lontzig) beigelegt worden, wird hierdurch zur öffentlichen Kenntniß gebracht.“
Bis 1945 war Klein Lontzig ein Wohnplatz innerhalb der Gemeinde Jellinowen (1938 bis 1945 Gellen (Ostpr.)) im ostpreußischen Kreis Ortelsburg. 26 Einwohner zählte der kleine Ort im Jahre 1885, im Jahre 1905 waren es noch 3.
Das gesamte südliche Ostpreußen wurde 1945 in Kriegsfolge an Polen überstellt. Seitdem fehlt von dem kleinen Ort jede Spur, auch eine polnische Namensform ist nicht bekannt. Klein Lontzig gilt als untergegangen und nicht mehr existent.

## Kirche
Bis 1945 war Jellinowen resp. Gellen in die evangelische Kirche Rheinswein (heute polnisch Rańsk) in der Kirchenprovinz Ostpreußen der Kirche der Altpreußischen Union sowie in die römisch-katholische Mensguth (heute polnisch Dźwierzuty) im Bistum Ermland eingepfarrt.

## Verkehr
Die nicht mehr erkennbare, aber am Westufer des Babant-Flusses zu erahnende Ortsstelle von Klein Lontzig liegt an einem Landweg, der von Jeleniowo (Powiat Szczycieński) nach Gant (Powiat Mrągowski) führt.